# Oncocnemis nigricula
Oncocnemis nigricula är en fjärilsart som beskrevs av Eduard Friedrich Eversmann 1847. Oncocnemis nigricula ingår i släktet Oncocnemis och familjen nattflyn. Inga underarter finns listade i Catalogue of Life.